# ژئو۶۰۰
 ژئو۶۰۰ (به انگلیسی: GEO 600) یک آشکارساز امواج گرانشی است که در آلمان و در نزدیکی زاراشتت قرار دارد. این ابزار به همراه آشکارسازهایِ تداخل‌سنجیِ همراه آن ٬ بعد از راه‌اندازی کامل ٬ از حساس‌ترین آشکارسازهای ( ِامواج گرانشی) ساخته‌شده هستند. این ابزار قادر خواهد بود تا تغییراتِ در نسبت دو مسافتِ را با دقت ۲۱− ۱۰ آشکار کند٬ یعنی چیزی در حدود نسبت اندازهٔ یک اتم به فاصلهٔ زمین تا خورشید. ژئو۶۰۰ برای آشکارسازی موج گرانشی در بسامدهای بین ۵۰ هرتز تا ۱.۵ کیلوهرتز طراحی شده‌است. ساخت این دستگاه در سال ۱۹۹۵ آغاز گردید.

## ادعای ارتباط نویز آشکارساز ژئو۶۰۰ با ویژگی‌های تمام‌نگاری فضازمان
در ۱۵ ژانویه ۲۰۰۹ ٬ در نیو ساینتیست ٬ ادعایی از طرف کریگ هوگان از آزمایشگاه فرمی ٬ در مورد علت نویز ناشناختهٔ حاضر در آشکارساز ژئو۶۰۰ مطرح گردید. به‌گفتهٔ وی ٬ این نویز می‌تواند ناشی از حساسیت این ابزار به نوسانات بسیار کوچک کوانتومی فضازمان باشد که موقعیت قسمت‌هایی از آشکارساز را نحت تأثیر قرار می‌دهد. این پیشنهادِ وی ٬ بر مبنای نظریات خود او در مورد رابطهٔ این نوسانات با اصل تمام‌نگاری است.

## نوشتارهای مرتبط
- موج گرانشی